# Yogyakarta
Yogyakarta (kiejtve: Dzsogdzsakarta, a helyiek által gyakran csak: Jogja - Dzsogdzsa, néha Jogjakarta, Yogjakarta vagy Jogyakartaként is írják.)  város Indonéziában, Jáva szigetén, az ország egyik fő kulturális központja, a Yogyakarta speciális terület központja. 1575 és 1640 között a város Kotagede nevű kerülete a Mataram Szultanátus fővárosa volt. 1945 és 1949 között, az indonéz függetlenségi háború idején Indonézia fővárosa volt.

## Nevének eredete
A város a nevét az indiai Ajodhja város után kapta a Rámájana eposz alapján.
Az indonéz nyelv helyesírása szerint a neve helyesen Jogjakarta, de a város nevének hagyományos írásmódját nem igazították a nyelv jelenlegi helyesírásához. Napjainkban a Jogjakarta és a Yogyakarta is gyakran szerepel.

## Közigazgatás
Yogyakarta Indonézia Yogyakarta speciális terület nevű tartományához tartozik, ami magán a városon kívül még 4 kormányzóságból áll.
A város 14 kerületre (kecamatan) van felosztva.
- Gondokusuman
- Jetis
- Tegalrejo
- Umbulharjo
- Kotagede
- Mergangsan
- Ngampilan
- Danurejan
- Kraton
- Wirobrajan
- Pakualaman
- Mantrijeron
- Gedongtengen
- Gondomanan

## Éghajlat
Yogyakarta éghajlata trópusi monszun, a Köppen-féle osztályozás szerint Am klíma. Az évi középhőmérséklet 26,4 °C, az átlagos évi csapadékmennyiség 2157 mm.
| Hónap                         | Jan. | Feb. | Már. | Ápr. | Máj. | Jún. | Júl. | Aug. | Szep. | Okt. | Nov. | Dec. | Év   |
| ----------------------------- | ---- | ---- | ---- | ---- | ---- | ---- | ---- | ---- | ----- | ---- | ---- | ---- | ---- |
| Átlagos max. hőmérséklet (°C) | 29,8 | 30,2 | 30,4 | 31,3 | 31,1 | 31,0 | 30,3 | 30,7 | 31,1  | 31,4 | 30,7 | 30,1 | 30,7 |
| Átlaghőmérséklet (°C)         | 26,3 | 26,5 | 26,6 | 27,1 | 26,9 | 26,2 | 25,4 | 25,6 | 26,4  | 27,0 | 26,8 | 26,4 | 26,4 |
| Átlagos min. hőmérséklet (°C) | 22,9 | 22,8 | 22,9 | 23,0 | 22,7 | 21,5 | 20,6 | 20,6 | 21,7  | 22,7 | 23,0 | 22,8 | 22,3 |
| Átl. csapadékmennyiség (mm)   | 392  | 299  | 363  | 149  | 141  | 68   | 29   | 16   | 49    | 136  | 237  | 278  | 2157 |
| Forrás: Climate-Data.org      |      |      |      |      |      |      |      |      |       |      |      |      |      |

## Népesség
| Yogyakarta vallási megoszlása | Yogyakarta vallási megoszlása | Yogyakarta vallási megoszlása | Yogyakarta vallási megoszlása | Yogyakarta vallási megoszlása |
| ----------------------------- | ----------------------------- | ----------------------------- | ----------------------------- | ----------------------------- |
|                               |                               |                               |                               | százalék                      |
| Iszlám                        | Iszlám                        |                               | 83.22%                        | 83.22%                        |
| Katolicizmus                  | Katolicizmus                  |                               | 9.39%                         | 9.39%                         |
| Protestantizmus               | Protestantizmus               |                               | 6.26%                         | 6.26%                         |
| Buddhizmus                    | Buddhizmus                    |                               | 0.29%                         | 0.29%                         |
| Hinduizmus                    | Hinduizmus                    |                               | 0.2%                          | 0.2%                          |
|                               |                               |                               |                               |                               |

A lakosság többsége jávai, de mivel iskolaváros, sok más népcsoport is megtalálható itt. A hivatalos nyelv az indonéz, de a jávai nyelvet is használják, főleg a jávai lakosság a mindennapi életben.
A meghatározó vallás az iszlám 83,22%-os aránnyal, de jelen van még a keresztény vallás is, aminek hívői a katolikus és a protestáns egyház tagjai.

## Politika
A város polgármesterei:

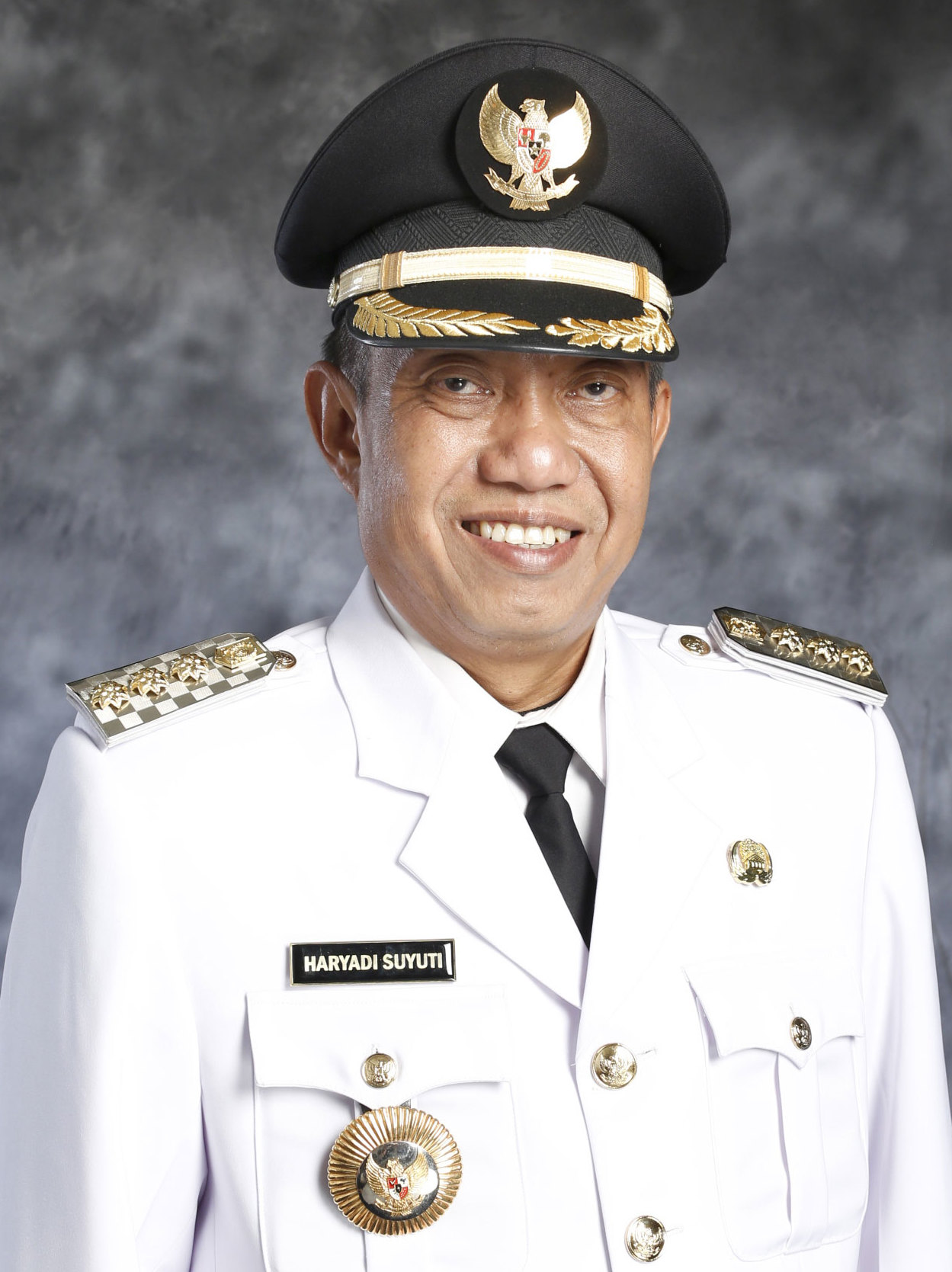
Haryadi Suyuti, a város polgármestere

- 1. M. Enoch 1947. május – 1947. július
- 2. Soedarisman Poerwokoesoemo 1947. július – 1966. január
- 3. Soedjono A. Y. 1966. január – 1975. november
- 4. H. Ahmad 1975. november – 1981. május
- 5. Soegiarto 1981 – 1986
- 6. Djatmiko D 1986 – 1991
- 7. R. Widagdo 1991 – 1996; 2001 – 2006
- 8. Herry Zudianto 2001 – 2006; 2006 – 2011
- 9. Haryadi Suyuti 2011 – 2016; 2017 – napjainkig

| Párt                   | Helyek |
| ---------------------- | ------ |
| PDI-P                  | 15     |
| Partai Golkar          | 5      |
| Partai Gerindra        | 5      |
| PAN                    | 5      |
| PKS                    | 4      |
| PPP                    | 4      |
| Demokrata Párt         | 1      |
| Nemzeti Demokrata Párt | 1      |

### Konzulátusok
A városban 5 ország konzulátusa működik:
- Ausztria
- Franciaország
- Magyarország
- Mexikó
- Tunézia

## Oktatás
A sok egyetem miatt Yogyakarta iskolavárosnak számít.
A város északi oldalán található a Gajah Mada Egyetem, az ország legidősebb és legnagynevűbb egyeteme.
Ezenkívül sok híres egyetem megtalálható a városban, többek között a Yogyakartai Művészeti Egyetem, az Iszlám Egyetem, a Duta Wacana Keresztény Egyetem, a Muhammadiyah Yogyakarta Egyetem, a Sekolah Tinggi Műszaki Egyetem és a Yogyakartai Műszaki Egyetem.

### Közúti

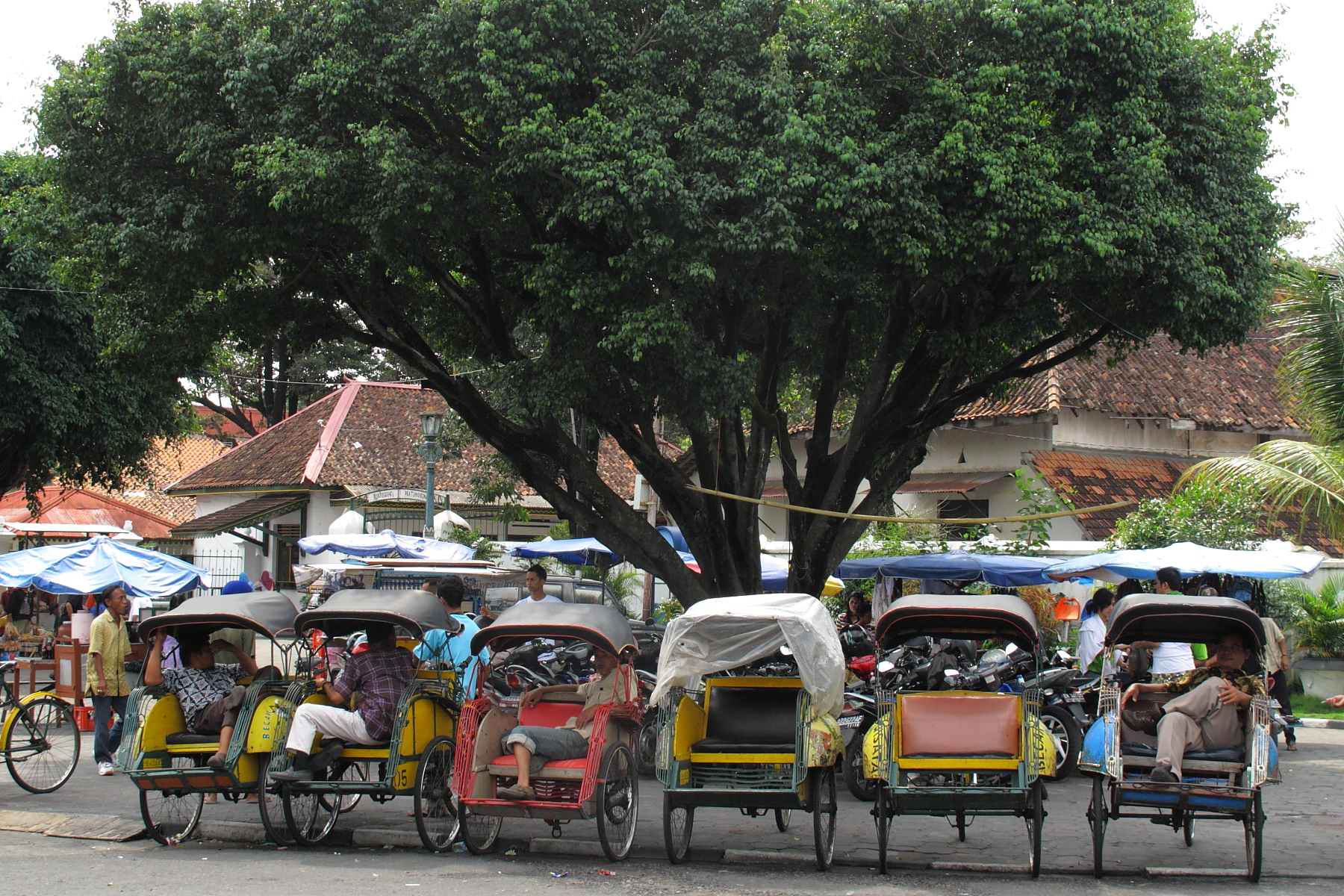
becak

## Közlekedés

### Busz

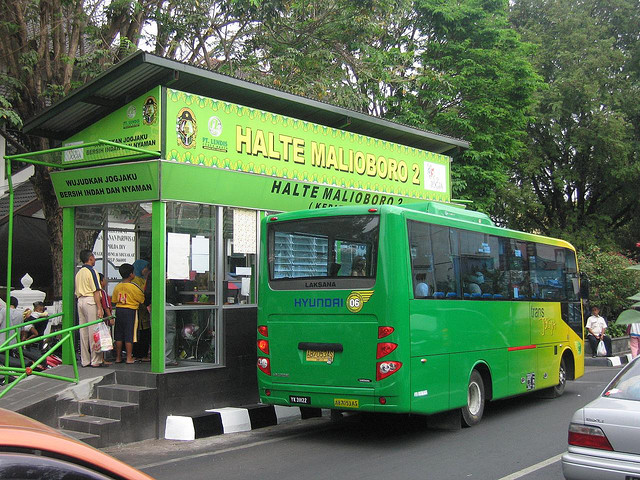
Busz a megállóban

2008 óta működik a városban a Trans Jogja bus rapid transit rendszer, ami 17 vonalon keresztül köti össze a várost a környező településekkel. A külön vonalak vezetnek a nagyobb turisztikai látványosságokhoz és a repülőtérhez is.

### Vasúti

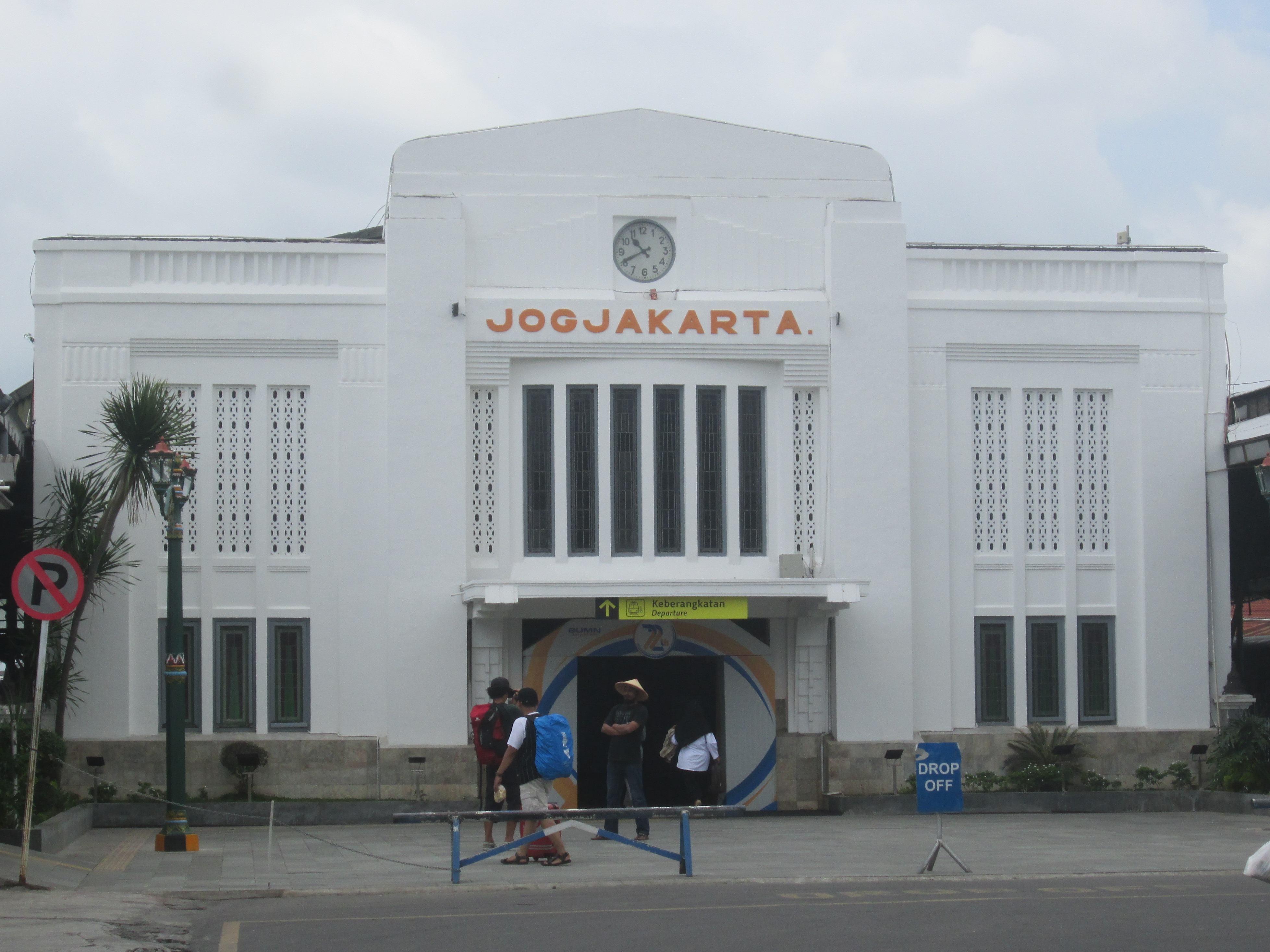
A Yogyakarta (Tugu) vasútállomás

A városban két vasútállomás található, a Yogyakarta vasútállomás és a Lempuyangan vasútállomás. A város összeköttetésben van Jakartával, Bandunggal és Malanggal, továbbá elővárosi járatok is vezetnek a városba Madiunból és Sukartából. Egy helyiérdekű vasútvonal is kiszolgálja a várost, aminek Prambanan Ekspress a neve, más néven Prameks.

### Légi

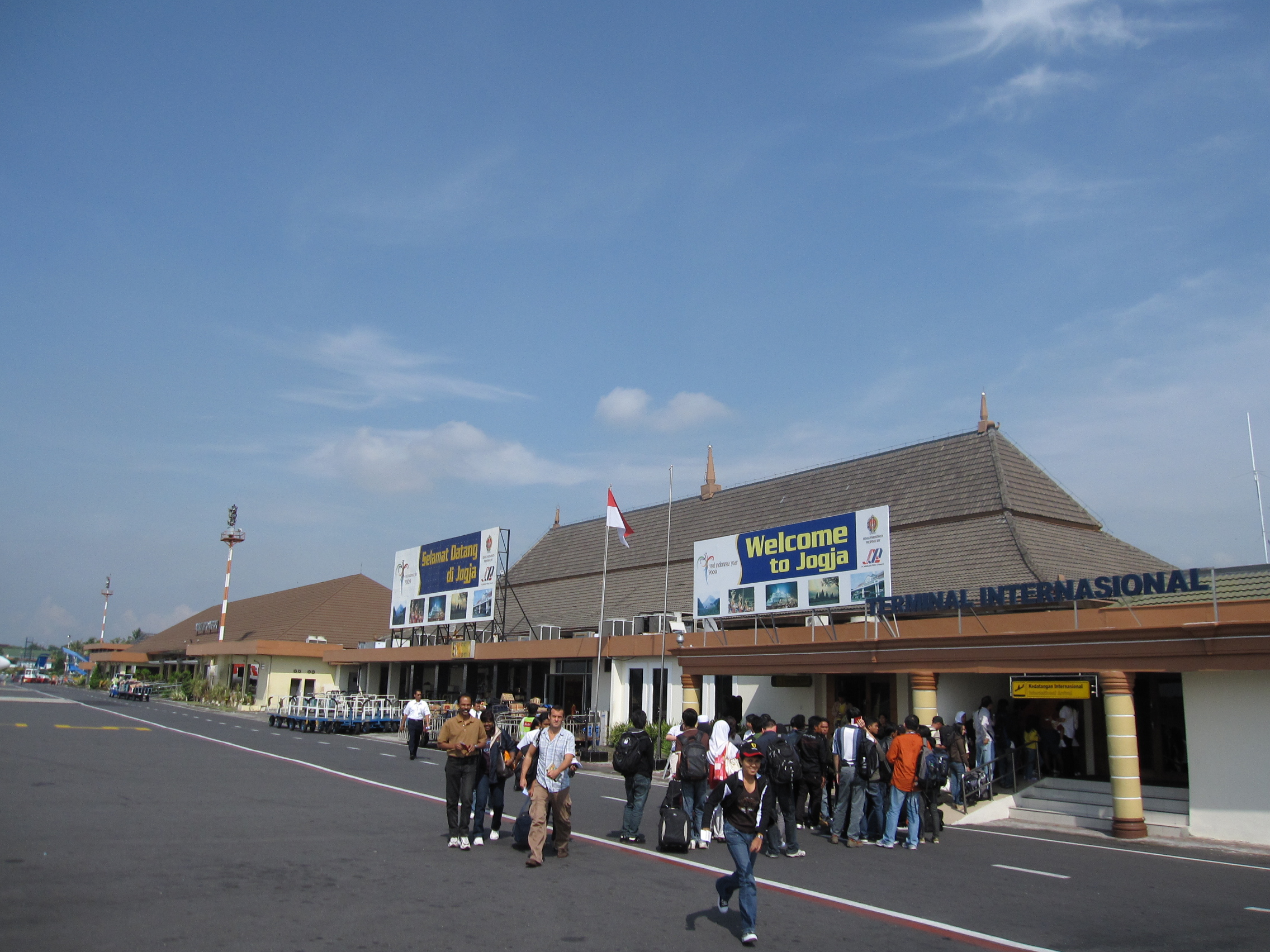
Az Adisucipto nemzetközi repülőtér épülete

A belvárostól 8 kilométerre található Adisutjipto nemzetközi repülőtér szolgálja ki a várost. Főként az ország nagyvárosaiba lehet repülni, de indul járat Szingapúrba és Kuala Lumpurba is.

## Nevezetességek
- A városban található a yogyakartai szultáni palota, ahol a szultán mai napig lakik.
- 20 kilométeres körzetében található Prambanan és Borobudur templomok, melyek az UNESCO világörökség részét képezik.

## Sport
A város labdarúgócsapata a PSIM Yogyakarta, ami az indonéz másodosztályban, a Liga 2-ben játszik, a Mandala Krida Stadionban játszik.

## Testvérvárosok
- Kangbuk-ku, Dél-Korea (2004)[7]
- Baalbek, Libanon (2008)[8]
- Huế, Vietnám[9]
- Hofej, Kína (2004)[10]
- Kiotó, Japán (2015)[11]
- Commewijne, Suriname (2009)[12]
- Ipoh, Malajzia (2012)[13]

## A város szülöttei
- Bagong Kussudiardja indonéz koreográfus és festő (1928–2004)
- Megawati Sukarnoputri (1947. január 23.–) politikus, Indonézia elnöke 2001 és 2004 között
- Erna Spoorenberg (1926. április 11.–2004. március 18.) szoprán énekesnő